# ديفيد مارتن بيكر
ديفيد مارتن بيكر (بالإنجليزية: David Martin Baker) هو محامي وسياسي أمريكي، ولد في 11 أكتوبر 1923 في كلاركسبورغ في الولايات المتحدة، وتوفي في 27 أبريل 2010. حزبياً، نشط في الحزب الجمهوري.